# Robert Janecki
Robert Janecki, né le 27 juin 1974 à Mragowo en Pologne, est un navigateur polonais, convoyeur océanique de voiliers et de bateaux à moteur.
Champion d’Europe en classe ILC 40 sur le yacht MK Cafe avec l’équipage mené par Karol Jabłoński en 1998. Membre de l’équipage du catamaran Warta-Polpharma mené par Roman Paszke dans la course autour du monde The Race en 2000. Depuis 1999, il est membre du Race Team de Roman Paszke. Entre 2000-2004 journaliste du magazine de voile Rejs. Entre 2005-2008 entraîneur de l’Équipe Nationale de Voile de Pologne en classe 470. Depuis 2010 il mène l’équipe VTT “Renault Eco2 Team”. Il concourt aussi dans d’autres sports : Mountain bike, course de longue distance, triathlon, courses de ski.

## Biographie
Il commence à faire de la voile en 1983. En 1990 il gagne la Coupe de Pologne dans la classe des cadets. En 1991 il est 5e dans cette classe de la Coupe du Monde en Belgique.
Entre 1993-1995 il est membre de l’Équipe Nationale en classe Olympique 470. Il représente le club BAZA Mragowo et remporte deux fois le Championnat de Pologne Junior en classe 470.
En 1998 il prend la première place dans le Championnat d’Europe en classe ILC 40 en Italie sur le voilier MK CAFÉ. La même année et sur le même voilier mené par Karol Jabłoński il prend la cinquième place dans le Championnat du Monde en Espagne. En 2000, il participe à la course autour du monde sur le maxi-catamaran Warta-Polpharma. Au cours des saisons de voile 2003-2005 il est barreur dans l’Équipe de Course à la voile Volkswagen. En classe 730 il est double Champion de Pologne et tripe vainqueur de la coupe de Pologne. Il est quatre fois vainqueur en classe Grand Prix 730 (formule de course). En 2004 il participe à la tentative de battre le record de tour du monde à voile en classe VOR60 sur le voilier Bank BPH. Entre 2005-2008 il est entraîneur de l’Équipe nationale de voile de Pologne en classe Olympique 470.
Il est barreur et navigateur sur le catamaran Gemini 3 mené par Roman Paszke, qui bat le record à la voile de Świnoujścia à Gdynia (8 heures 50 secondes) en octobre 2009, puis le record à la voile de  Las Palmas à la Guadeloupe (8 jours 2 heures 11 secondes) en janvier 2011.
Au total, il est quatre fois Champion de Pologne et quatre fois vainqueur de la Coupe de Pologne dans des classes différentes. Il a navigué au total plus de 100 000 milles nautiques dans des courses et des régates différentes.
Trois fois vainqueur du marathon de 24 heures de VTT “Mazovia 24H” (2009-2011). En 2012 il termine le marathon de Varsovie en 3 heures 34 minutes 14 secondes.

### Vie privée
Marié à Dorota, père de Gabriel et Michalina.

## Palmarès

### À la voile
| Année     | Classement                                                                                           |
| --------- | --- |
| 1990      | 1re place Coupe de Pologne Classe Cadet                                                              |
| 1990      | Gagne 4 compétitions Coupe de Pologne Classe Cadet Cadet                                             |
| 1991      | 2e place Coupe de Pologne Classe Cadet                                                               |
| 1991      | 5e place Coupe du monde Classe Cadet Cadet (Belgique)                                                |
| 1992      | 3e place Championnat de Pologne Junior Classe Olympique 470                                          |
| 1992      | 10e place Championnat du Monde Junior Classe 470 (Finlande)                                          |
| 1993      | 1re place Championnat de Pologne Junior Classe Olympique 470                                         |
| 1993      | 1re place points générale Coupe de Pologne Junior Classe 470                                         |
| 1995      | 1re place Championnat de Pologne Junior Classe Olympique 470                                         |
| 1995      | 3e place Championnat de Pologne Senior Classe Olympique 470                                          |
| 1995      | 3e place points générale Coupe de Pologne Senior Classe 470                                          |
| 1997      | Participe dans la Campagne Olympique Sydney 2000 avec Karol Jabłoński sur catamaran Tornado.         |
| 1998      | 1re place Championnat d’Europe Classe ILC 40 (Italie, yacht Mk Café)                                 |
| 1998      | 5e place Championnat du Monde Classe ILC 40 (yacht Mk Café)                                          |
| 1998      | Record à la voile de Świnoujście à Gdynia (13 h 41 min 11 s, yacht Alka Prim)                        |
| 2000      | Traversée de l’Atlantique à voile (14 jours 6 h 30 min 19 s, catamaran Warta-Polpharma)              |
| 2001      | 4e place course autour le monde The Race catamaran Warta-Polpharma, mené par Roman Paszke            |
| 2003-2004 | Deux fois vainqueur Championnat de Pologne Classe 730                                                |
| 2002-2004 | Trois fois vainqueur Coupe de Pologne Classe 730                                                     |
| 2001-2004 | Quatre fois vainqueur Grand Prix Classe 730 (Formule de Course) (Match Racing)                       |
| 2004      | Tentative de battre le record de tour du monde à voile en classe VOR60 sur Bank BPH (ex. ASSA ABLOY) |
| 2005-2008 | Entraîneur de l’Équipe Nationale de Voile de Pologne (hommes, femmes en classe 470                   |

#### Records
| Année | Record |
| ----- | --- |
| 1998  | Record de Pologne distance de 1 nm sur le catamaran Alka-Prim                                                  |
| 1998  | Record de la route Świnoujście-Gdynia (course côtière polonaise) 13 h 41 min 11 s sur le catamaran Alka-Prim   |
| 2009  | Record Świnoujście-Gdynia (course côtière polonaise) 13 h 07 min 40 s sur le catamaran Gemini 3                |
| 2009  | Record Świnoujście-Gdynia (course côtière polonaise) 8 h 55 min 50 s sur le catamaran Gemini 3                 |
| 2011  | Record sur la route Atlantique de Las Palmas à la Guadeloupe 8 jours 2 h 38 min 11 s sur le catamaran Gemini 3 |

### Autres disciplines
| Année | Classement                                                                             |
| ----- | -------------------------------------------------------------------------------------- |
| 2009  | 1re place – 24 heure course de VTT, DUO (624 km, 26,3 km/h) – Mazovia 24H (Wieliszew)  |
| 2010  | 1re place –, 24 heure course de VTT, DUO (570 km, 22,3 km/h) – Mazovia 24H (Wieliszew) |
| 2011  | 1re place –, 24 heure course de VTT, DUO (480 km, 20 km/h) – Mazovia 24H (Wieliszew)   |
| 2011  | 1re place classement par équipe Pologne Vélo MTB Marathon                              |
| 2012  | 4e place Championnat de Pologne dans le marathon MTB Medio cat.M3 (Dąbrowa Górnicza)   |
| 2012  | 3e place Équipe Skandia Lang MTB distance MEDIO cat.M3 (Białystok)                     |
| 2012  | 3e place épreuve contre la montre individuelle, Mazovia MTB (Szczytno)                 |
| 2013  | Terminé Marathon de Varsovie - 3:17,14 s.                                              |
| 2014  | Terminé Semi-marathon de Varsovie - 1:24,26 s..                                        |
| 2014  | Terminé 10 000 mètres de Gdynia - 37:24 s..                                            |
| 2014  | Terminé Garmin Iron Triathlon Goldap - 1/4 Ironman – 2:18,16 s.                        |
| 2014  | Terminé Herbalife Triathlon Gdynia - 1/2 Ironman – 2:41,46 s.                          |